# Provincia Antalya
Provincia Antalya este o provincie a Turciei cu o suprafață de 20,723 km², localizată pe coasta Mării Mediterane, în sud-vestul țării. Este principală provincie turistică a Turciei, mai ales datorită litoralului lung de 657 km.

## Districte
Antalya este divizată în 15 districte (capitala districtului este subliniată):
- Akseki
- Alanya
- Antalya
- Demre
- Elmalı
- Finike
- Gazipașa
- Gundoğmuș
- İbradı
- Kaș
- Kemer
- Korkuteli
- Kumluca
- Manavgat
- Serik